# Taaningichthys bathyphilus
Taaningichthys bathyphilus är en fiskart som först beskrevs av Tåning 1928.  Taaningichthys bathyphilus ingår i släktet Taaningichthys och familjen prickfiskar. Inga underarter finns listade i Catalogue of Life.